# Faruk Çelik

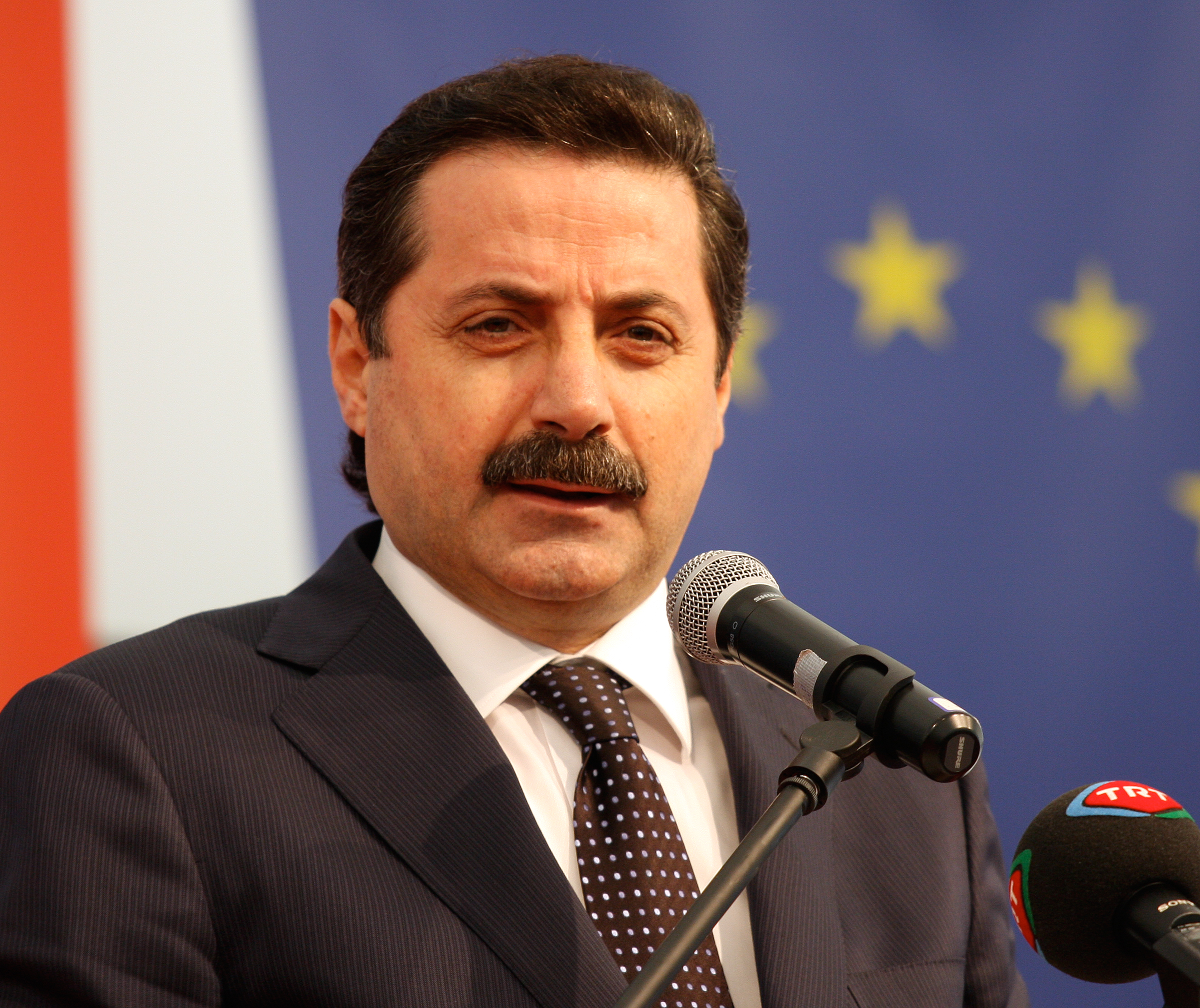
Faruk Çelik im Herbst 2009

Faruk Çelik (* 17. Januar 1956 im Landkreis Yusufeli, Provinz Artvin) ist ein türkischer Gymnasiallehrer. Er war Minister in verschiedenen Regierungen.
Çelik absolvierte das Hohe Institut für Islam in Bursa. Danach absolvierte er das Institut für Betriebswirtschaft in Kocaeli. Er war Gymnasiallehrer und eine Zeit lang Besitzer und Redakteur einer lokalen Zeitung. Von 1999 bis 2001 war er Mitglied der Tugendpartei (MP) aus dem Kreise der islamistischen Milli-Görüs-Bewegung.
Faruk Çelik ist Gründungsmitglied der Adalet ve Kalkınma Partisi (Gerechtigkeits- und Aufschwungpartei, AKP). Er war Abgeordneter, anfänglich der Tugendpartei, dann der AKP für die Provinz Bursa in der 21., 22. und 23. Legislaturperiode und für die Provinz Şanlıurfa in der 24. und 26. Legislaturperiode der Großen Nationalversammlung der Türkei. Çelik war vom 29. August 2007 bis 4. Mai 2009 Mitglied des II. Kabinetts der AKP-Regierung unter Erdoğan als Minister für Arbeit und Soziale Sicherheit, danach war er Staatsminister für religiöse Angelegenheit und die Türkische Welt. Vom 6. Juli 2011 bis zum 28. August 2015 hatte er die Position des Ministers für Arbeit und soziale Sicherheit inne, erst im Kabinett Erdoğan III, dann im Kabinett Davutoğlu I. Ab dem 24. November 2015 war er Minister für Ernährung, Landwirtschaft und Tierhaltung in den Kabinetten Davutoğlu III und Yıldırım, bis zur Kabinettsumbildung am 19. Juli 2017.
Faruk Çelik ist verheiratet und Vater von vier Kindern. Seine Tochter Zeynep wechselte von der Acibadem-Medizinschule in Istanbul zu einer der besten Elite-Universitäten der Türkei, die Hacettepe-Universität. Dessen Medizin-Fakultät nimmt nur die in den Prüfungen Tausend besten Bewerber auf, jedoch war Zeynep Çeliks Ergebnis zu schlecht. Der von der AKP kontrollierte Hohe Bildungsrat änderte nur für dieses eine Jahr die Bewerber-Satzung, womit Zeynep Çelik aufgenommen werden konnte.

## Positionen
Faruk Çelik, damals Staatsminister für Auslandstürken, forderte im Mai 2009 die europäischen Staaten auf, eine eigenständige Identität von Einwanderern zu respektieren. „Assimilierung“ sei eine Erniedrigung der Migranten. Allerdings sollten sich die Einwanderer integrieren und beispielsweise die deutsche Sprache so gut sprechen wie die Deutschen.